# Halla Group
Halla Group é um conglomerado sul coreano que atua em diversos ramos da economia.

## Subsidiarias
o Halla Group começou de uma empresa de cimento em 1978 da empresas Hyundai. Halla derivada do monte Hallasan, na ilha de Jeju. A empresa também possui três equipe de hóquei no gelo.